# Абдуселам Џумхур
Абдулзелам Џумхур (Коњиц, 15.септембар 1877 — Београд, 27. јун 1933) био је главни имам Војске Краљевине Југославије.

## Биографија
Абдулзелам Џумхур 
рођен у Коњицу био је пореклом турског рода. Абдуселам Хаџи Хафиз ефендија Џумхур родом је из Херцеговине, из градића Коњица. Муслиманска породица Џумхур је дала шест хафиза, рачунајући ту и њега. Изучио је за имама и наставио да му служи.
Ступио је још као омладинац у први ред "Младобосанаца" на челу са Османом Ђикићем, који су се супротстављали аустроугарском режиму. Због "великосрпских" идеја аустроугарске власти су га осудиле на казну затвора коју је издржавао у Араду. Од анексије Босне и Херцеговине од стране Аустроугарске оријентисао се према Србији. Населиће се у Београду када град буде ослобођен у рану јесен 1918. године.
Београдски имам Џумхур је 20. октобра 1920. године постављен за сталног војног свештеника, I класе, за муслиманску вероисповест. Он је до тада био пар година хоџа при београдској Бајракли џамији. Добио је новембра 1922. године краљевски Орден Св. Саве III реда. Орден Југословенске круне IV реда стиже му 1930. године, када је он виши референт за вероисповест II класе (од децембра 1929) Министарства војске и морнарице Краљевине Југославије.
Након Првог светског рата један је оснивача Дома београдског Гајрета "Осман Ђикић". Изабран је 1930. године за члана Вакуфско-меарифског већа у Скопљу. До смрти је као Србин муслиман, био члан Главног одбора српског патриотског друштва Св. Сава у Београду. Џумхур је био добротвор српског просветног и културног друштва "Просвета" у Београду, чији су почеци рада у Босни и Херцеговини. Постао је 1923. године слободни зидар у београдској масонској ложи "Препорођај".
Абдуселам Џумхур је имао кућу у Београду у Васиној улици, на Дорћолу, која је била стециште Младобосанаца, муслиманских националних радника и масона, међу којим и младог Иве Андрића. Абдуселман је био ожењен Васвијом, са којом је изродио синове. Син Џемал такође имам рођен је 1924. године у Београду, робијао је за време комунистичког режима. Много познатији је старији син Зулфикар или Зуко Џумхур путописац, карикатуриста и сликар, рођен је 1921. године у Коњицу. Умро је Абдуселам ефендија 27. јуна 1933. године у Београду, са војним статусом: виши војни чиновник II класе, војни свештеник при војсци. Основали су 1934. године бивши питомци "Гајрета", при Београдском универзитету Фонд рахметли Абдуселама Џумхура.